# Botallack Mine

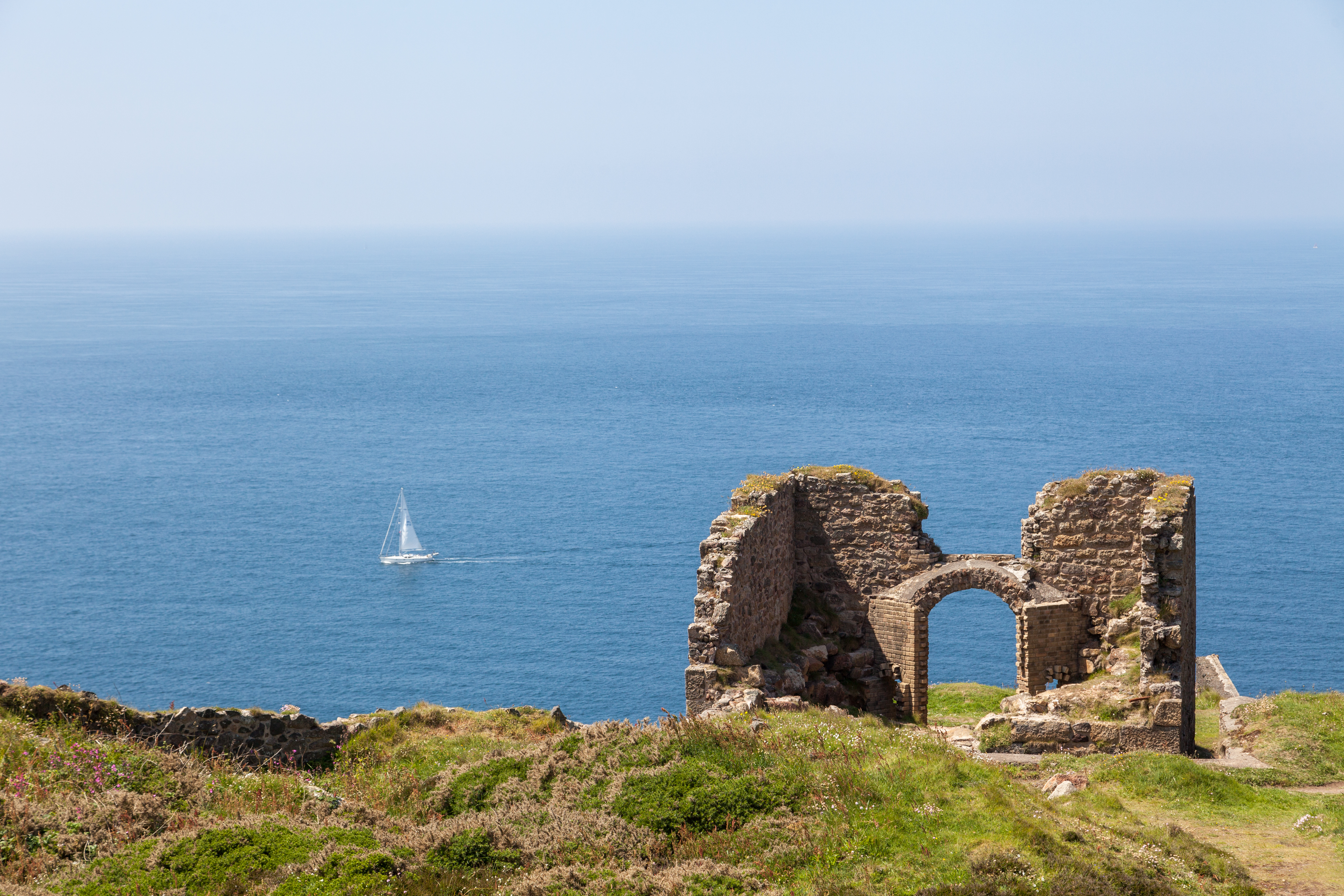
Denkmalgeschützte Ruine bei Botallack Mine

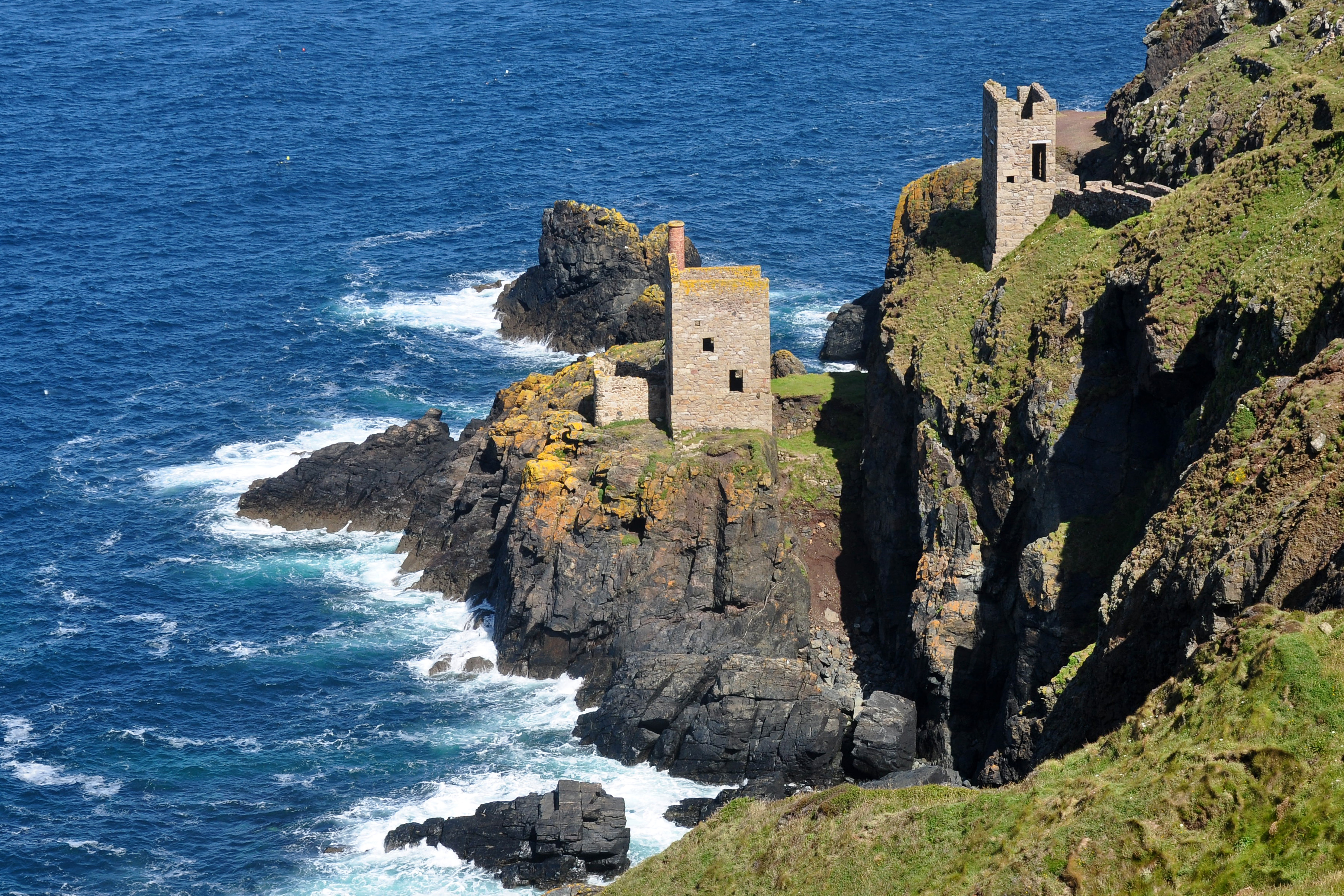
Die alten Maschinenhäuser der „Crown Mine“

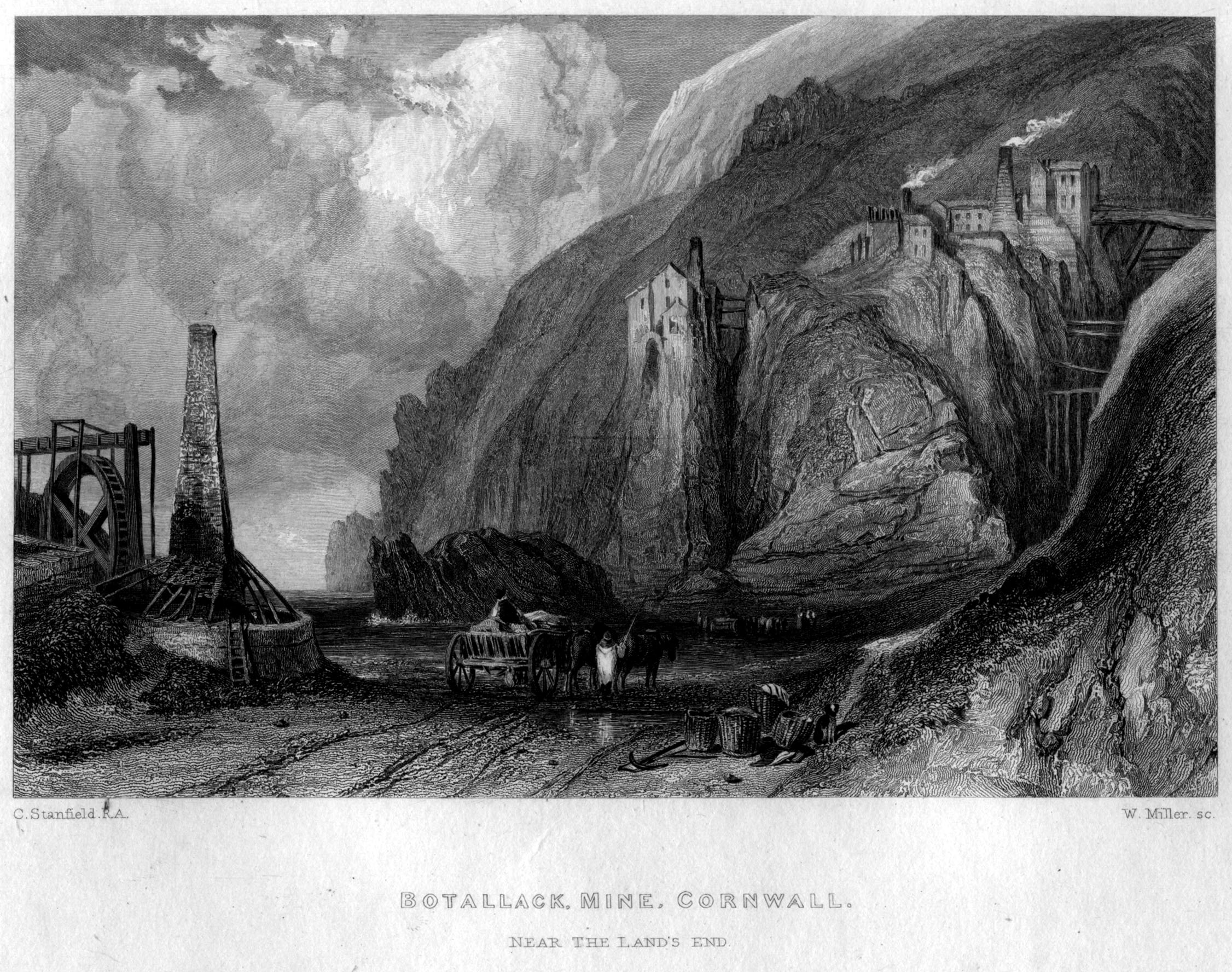
Botallack Mine, 1836, Gravur von William Miller nach Clarkson Stanfield

Die Botallack Mine ist ein ehemaliges Bergwerk im Bergbaurevier St Just, Cornwall. Die Förderung von erzhaltigen Mineralen fand hier in der Zeit vor 1721 bis zur Stilllegung im Jahre 1914 statt. Dabei befand man sich tief unter dem Meeresspiegel.

## Geschichte
Zu dem heute als „Botallack Mine“ bekannten Bergwerkskomplex gehört eine Vielzahl kleinerer und größerer Bergwerke und Schächte. Eine wiederkehrende Bezeichnung dieser Bergwerke ist „Wheal“, als anglisierte Schreibweise von kornisch „huel“ = Abbau / Grubenbau. Zur Botallack Mine zählen „Wheal Chase“, „Wheal Cock“, „Wheal Hazard“, „Wheal Hen“ und „Wheal Tolvan“ (auch Wheal Tolvaen), außerdem „Grylls Bunny“, die „Crown Mine“, die „Carnyorth Mine“ und die „Parknoweth Mine“. Im Laufe der über 300-jährigen Bergbaugeschichte wechselten sie – teils mehrfach – ihren Namen. Einige von ihnen stellten frühzeitig den Betrieb ein, andere schlossen sich zum Weiterbetrieb zusammen.
Die zum ehemaligen Betriebsgelände gehörenden Gebäude wie das Abrechnungshaus (count house), das Zinn- und Arsenwerk und die Maschinenhäuser stehen heute unter dem Denkmalschutz des National Trust. Außerdem zählen sie zur Bergbaulandschaft von Cornwall und West Devon, die 2006 in die Liste der UNESCO-Welterbestätten aufgenommen wurde.

## Mineralfunde

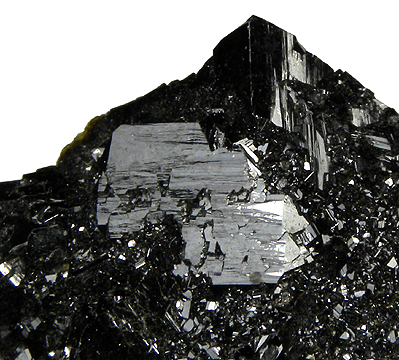
Kassiteritkristalle aus der Botallack Mine

Die Botallack Mine ist eine bekannte Mineral-Fundstätte. Insgesamt konnten hier bisher (Stand: 2011) insgesamt 179 Minerale und Varietäten entdeckt werden. Zudem ist Botallack Typlokalität für das nach diesem Ort benannte Mineral Botallackit.
Zu den als Rohstoff zur Kupfer- und Zinngewinnung abgebauten Mineralen gehörten hauptsächlich die Minerale Chalkosin (Kupferglanz), Chalkopyrit (Kupferkies), Bornit (Buntkupferkies) und Kassiterit (Zinnstein). Daneben wurde zur Arsengewinnung noch Arsenopyrit (Arsenkies) abgebaut. Weitere dort entdeckte Minerale sind unter anderem gediegen Antimon, Bismut, Kupfer und Silber; Quarz und dessen Varietäten Rauchquarz, Amethyst, Citrin, Chalcedon, Jaspis und Karneol; Uraninit und dessen Varietät Pechblende sowie Schmucksteinminerale wie Chrysokoll, verschiedene Granate, Opal, Rhodochrosit und Türkis.